# Muzeul de Mineralogie din Baia Mare
Muzeul de Mineralogie din Baia Mare este un muzeu județean din Baia Mare, amplasat în B-dul Traian nr. 8. Muzeul de Mineralogie Baia Mare găzduiește cea mai valoroasă colecție mineralogică regională din Europa. În 1968, din inițiativa viitorului director fondator, prof. Victor Gorduza, se constituia colecția de minerale, iar în 1976 s-a înființat Secția de științele naturii, cu profil de mineralogie, în cadrul Muzeului Județean Maramureș. În 1989 se deschide expoziția de bază, în noul sediu din B-dul Traian nr. 8. Muzeul de Mineralogie Maramureș se înființează ca instituție distinctă în 1992. Muzeul este adăpostit într-o construcție contemporană, finalizată în 1986 și deține circa 19.000 de eșantioane din zăcămintele de metale neferoase din zona Munților Oaș-Gutâi-Țibleș. Sunt expuse aproximativ 1000 de piese. Expoziția de bază se compune astfel: la parter este organizată partea științifică, cuprinzând trei secțiuni (petrografie, mineralogie, zăcăminte), la etaj sunt expuse cele mai rare și deosebite eșantioane, cunoscute sub denumirea de ”flori de mină”. Anul 2011 a marcat darea în folosință a noului corp de clădire, cu o importantă și multiplă funcțiune culturală, ce cuprinde săli pentru organizarea de expoziții temporare, o sală de conferințe, atelierul educațional și biblioteca, arhiva și spații de depozitare și conservare.
Muzeul este adăpostit într-o construcție contemporană, finalizată în 1986.